# Bedois (Camea)
Bedois ist ein Stadtteil der osttimoresischen Landeshauptstadt Dili, der eine Aldeia im Osten der Gemeinde Dili bildet. 2015 zählte die Aldeia 671 Angehörige. Der Ortsname bedeutet aus dem Tetum übersetzt „stinkendes Wasser“.

## Geographie
Bedois liegt im Suco Camea (Verwaltungsamt Cristo Rei), östlich des Zentrums der Landeshauptstadt Dili. Die Westgrenze bildet das Flussbett des Benamauc, ein Quellfluss des Mota Claran, der nur in der Regenzeit Wasser führt. Am anderen Ufer liegt die Aldeia Lases. Südlich von Bedois liegen die Aldeias Terminal und südlich der Rua Fatu-Ahi Fatuc Francisco. Im Osten befindet sich die Aldeia Suco Laran und im Norden die Aldeia Ailele Hun. Trotz der Nähe zur Küste liegt Bedois bereits auf einer Höhe von 72 m.

## Bauwerke und Einrichtungen
In Bedois befindet sich die 1998 errichtete Pfarrkirche Santa Teresinha do Menino Jesus de Bedois. Im Pfarrsaal ist eine Vorschule untergebracht. Außerdem gibt es die Grundschulen Escola Primaria Sabracalaran und Escola Primaria Bedois eine Sekundarschule.